# یونیورسال پارکس اند ریزورتس
یونیورسال پارکس اند ریزورتس (انگلیسی: Universal Parks & Resorts) شرکت سرگرمی آمریکایی است، که در سال ۱۹۶۴ تأسیس شد.